# تپه روشندل اسکل ۵
تپه روشندل اسکل ۵ مربوط به سده‌های میانه دوران‌های تاریخی پس از اسلام است و در شهرستان زابل، بخش مرکزی، دهستان بنجار، ۱۴۲۰ متری جنوب شرق روستای روشندل اسکل واقع شده و این اثر در تاریخ ۲۷ اسفند ۱۳۸۶ با شمارهٔ ثبت ۲۲۶۴۵ به‌عنوان یکی از آثار ملی ایران به ثبت رسیده است.